# Gornji Mušić
Gornji Mušić (cyr. Горњи Мушић) – wieś w Serbii, w okręgu kolubarskim, w gminie Mionica. W 2011 roku liczyła 384 mieszkańców.